# ONSLAUGHT
「ONSLAUGHT」（オンスロート）は日本のヘヴィメタルバンドANTHEMが2004年6月9日にリリースしたシングルである。

## 概要
アルバム『ETERNAL WARRIOR』からの先行シングルで、3曲ともアルバムに収録されている。

## 収録曲
作詞・作曲：柴田直人
1. ONSLAUGHT
2. ETERNAL WARRIOR
3. SOUL CRY

## 演奏
- 柴田直人：ベース、作詞、作曲
- 坂本英三：ボーカル
- 清水昭男：ギター
- 本間大嗣：ドラム